# 天主教尼特拉教區
天主教尼特拉教區（拉丁語：Dioecesis Nitriensis）是羅馬天主教在斯洛伐克的一個教區，屬布拉迪斯拉發總教區。
教區範圍包括尼特拉州及特倫欽州一部。2004年有教友703,322人，佔轄區總人口83.8%。教區下轄167個堂區，有364名司鐸。現任主教為威廉·尤達克。
教區成立於880年6月（自雷根斯堡教區），首任主教為聖美多德。1105年再次成立，屬艾斯特根總教區。1977年12月30日改屬特爾納瓦總教區。